# Achatocarpus balansae
Espèce
Achatocarpus balansae est une espèce sud-américaine de plantes à fleurs de la famille des Achatocarpaceae.

## Répartition
Achatocarpus balansae est une espèce d'arbres ou d'arbustes qui se rencontre depuis le Paraguay (dans le département de Guairá) jusqu'au Nord-Est de l'Argentine (dans la province de Misiones),.

## Systématique
Le nom correct complet (avec auteur) de ce taxon est Achatocarpus balansae Shinz & Autran (d),.

### Étymologie
Son épithète spécifique, balansae, lui a été donnée en l'honneur du botaniste et explorateur français Benjamin Balansa (1825-1891) qui découvrit cette espèce au Paraguay,.

### Publication originale
- H. Schinz et E. Autran, « Des genres Achatocarpus Triana et Bosia Linné et de leur place dans le système naturel », Bulletin de l'Herbier Boissier, Genève, vol. 1,‎ janvier 1893, p. 1-14 (ISSN 0256-5617, lire en ligne, consulté le 30 mai 2025).